# Dietmar Klein
Dietmar Klein (* 11. Juli 1956 in Koblenz) ist ein deutscher Filmregisseur und Drehbuchautor.

## Leben
Nach einem Studium der Germanistik und Politik in Frankfurt, das Klein mit dem Staatsexamen abschloss, arbeitet er zunächst als Tontechniker. Ein weiteres Studium an der Deutschen Film- und Fernsehakademie Berlin (DFFB) schloss er mit seinem ersten Spielfilm Solinger Rudi ab. 1992 folgte der Langfilm Der Erdnußmann, der ihm den Max Ophüls Preis einbrachte.
Seit 1990 ist er Regisseur für Spiel- und Dokumentarfilme und lebt in Berlin.

## Filmografie
- 1991: Solinger Rudi
- 1992: Der Erdnußmann
- 1995: Prinz zu entsorgen – Fritz Wagner Film, ZDF
- 1999: Männer sind was Wunderbares (Fernsehserie, 1 Folge) – Taunus Film, ZDF
- 2000: Utta Danella – Der schwarze Spiegel
- 2000: Polizeiruf 110: Blutiges Eis (Fernsehfilm)
- 2001: Liebe, Tod und viele Kalorien – Ziegler, ARD – Degeto
- 2001, 2002: Utta Danella – Der Blaue Vogel – Teil 1, Teil 2, Bavaria/ARD – Degeto
- 2003: Tochter meines Herzens (Fernsehfilm)
- 2004: Der Wunschbaum (Fernsehdreiteiler)
- 2005: Liebe hat Vorfahrt (Fernsehfilm)
- 2006: Rose unter Dornen (Zweiteiliger Fernsehfilm)
- 2007: Sehnsucht nach Rimini (Fernsehfilm)
- 2007: Das Traumhotel – Dubai – Abu Dhabi (Fernsehserie)
- 2007: Das Glück am anderen Ende der Welt – Teil 1, Teil 2, teamWorx, ARD – Degeto
- 2010: Eine Sennerin zum Verlieben
- 2010: Garmischer Bergspitzen (Fernsehfilm)
- 2012: Ein Drilling kommt selten allein (Fernsehfilm)
- 2012: Inseln vor dem Wind (Fernsehfilm)
- 2014–2024: Notruf Hafenkante (Fernsehserie, 45 Folgen)

## Auszeichnungen
- Max Ophüls Preis 1992 für Der Erdnußmann
- Max Ophüls-Publikumspreis
- Grimme-Preis – Nominierung